# Nucunonu

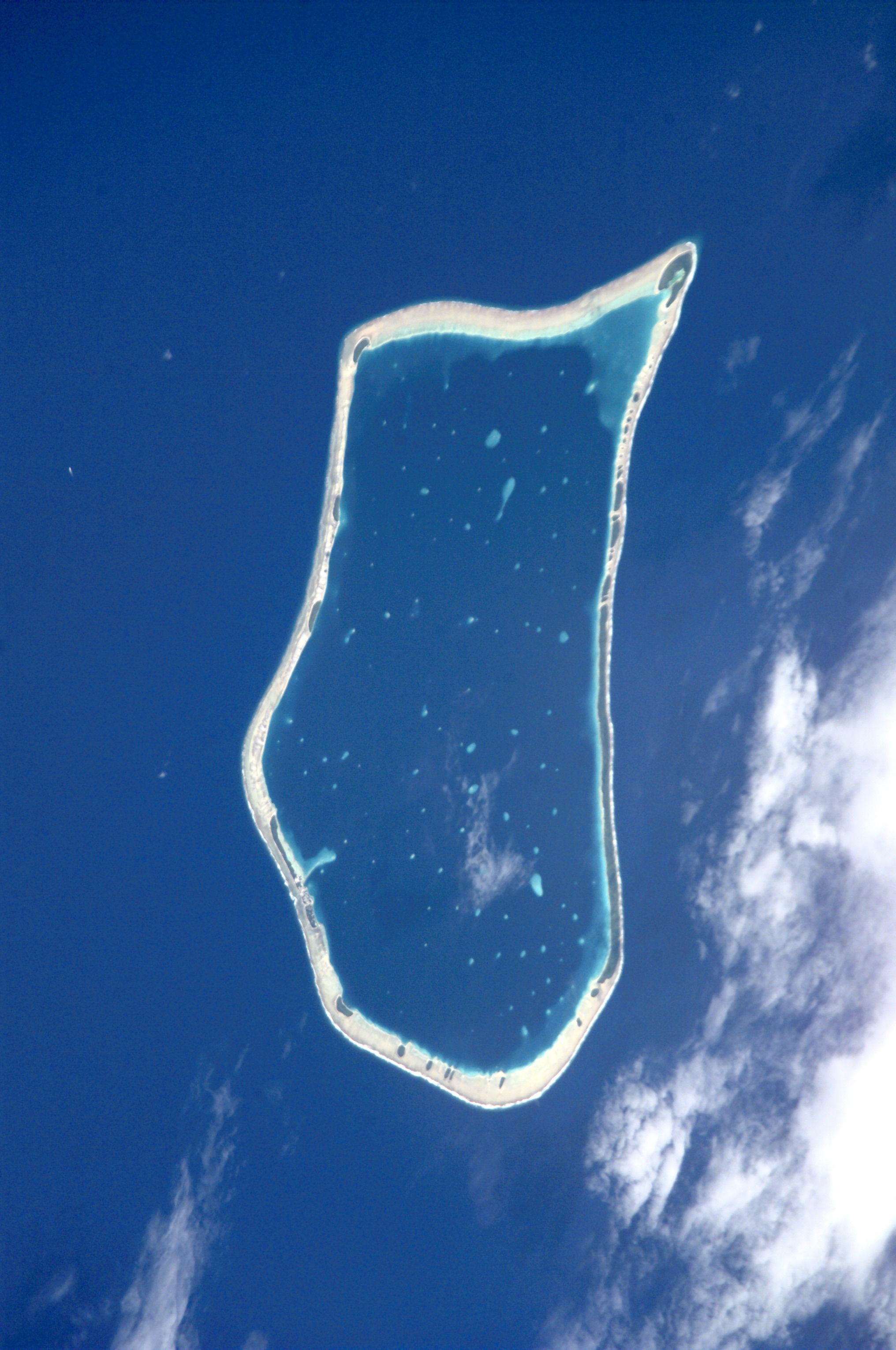
Imagem de satélite de Nucunonu

Nucunonu, ou Nukunonu, antes conhecido como Nukunono, é um atol das ilhas Toquelau, território dependente da Nova Zelândia. Atol central do arquipélago, tem uma população de menos de 400 habitantes e mede 5 km de comprimento por 12 km de largura.
A ilha a nordeste, Toquelau, deu nome ao grupo. Há uma população na ilha de Nucunono a sudoeste, que também se chama Nucunono, e outra ao lado, no ilhéu de Motusaga. A lagoa está livre de coral e podem aceder a ela embarcações através da passagem entre ambas as ilhas.
Nucunonu foi descoberta pelo inglês Edward Edwards em 1791, que a batizou como Duke of Clarence.